# Sabato nel parco
Sabato nel parco è un singolo del cantautore italiano Frah Quintale, pubblicato il 26 maggio 2017.

## Tracce
1. Sabato nel parco – 2:56